# Рівнинні ліси затоки Святого Лаврентія
Рівнинні ліси затоки Святого Лаврентія (ідентифікатор WWF: NA0408) — неарктичний екорегіон помірних широколистяних та мішаних лісів, розташований на сході Канади.

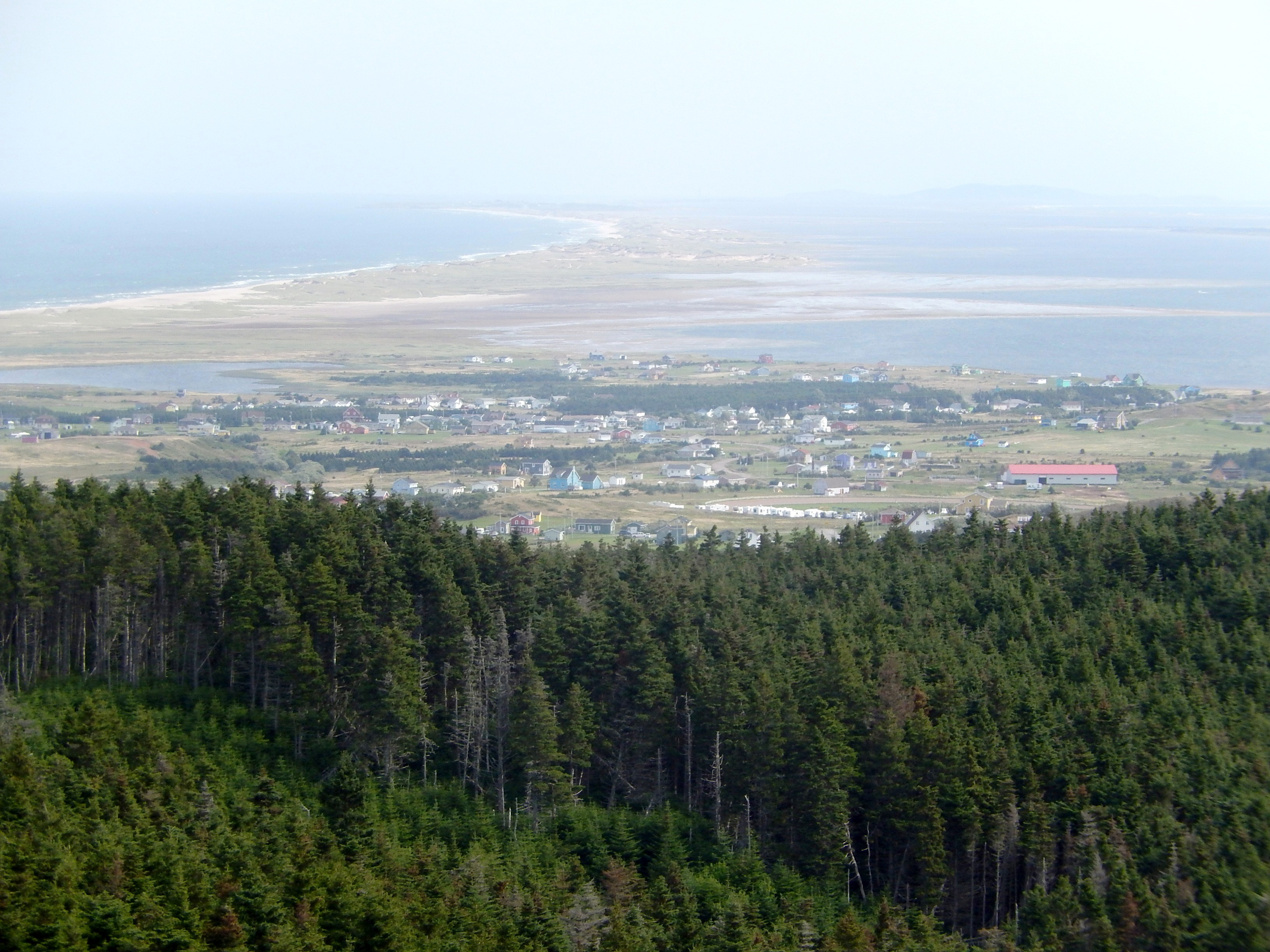
Хвойний ліс на острові Мадлен

## Географія
Екорегіон рівнинних лісів затоки Святого Лаврентія охоплює острів Принца Едварда та острови Мадлен, розташовані в затоці Святого Лаврентія в Атлантичному океані. Також він охоплює більшу частину центральних і східних районів Нью-Брансвіка, зокрема Акадійський півострів, південне узбережжя півострова Ґаспе у Квебеку, а також узбережжя Нортумберлендської протоки і затоки Мінас та долину Аннаполіса на півночі і заході півострова Нова Шотландія. На решті Нової Шотландії та Нью-Брансвіка поширений екорегіон лісів Нової Англії та Акадії, а на решті півострова Ґаспе — екорегіон східноканадських лісів.
Основу острова Принца Едварда, архіпелагу Мадлен та Приморської низовини Нью-Брансвіка та Нової Шотландії складають карбонові пісковики, сланці та конгломерати. Рельєф регіону представлений низовинами, висота яких не перевищує 200 м над рівнем моря. Невеликі відслонення корінних порід формують помітні пагорби. В долині Аннаполіса поширені мезозойські пісковики, а у Мінаській низовині — палеозойські сланці, пісковики, гіпси та вапняки. Під час Вісконсинського зледеніння територія екорегіону була вкрита Лаврентійським льодовиковим щитом.

## Клімат
В межах екорегіону переважає вологий континентальний клімат (Dfb за класифікацією кліматів Кеппена), який характеризується теплим літом та м'якою сніжною зимою. Середньорічна температура тут коливається від 4,5 °C до 6,5 °C, а середня літня температура — від 12 °C до 15,5 °C. Клімат прибережних рівнин є теплішим за клімат островів або захищених внутрішніх долин. 

## Флора
Основними рослинними угрупованнями екорегіону є мішані ліси, які до появі в Канаді європейців вкривали близько 98 % території регіону. Відносно теплий морський клімат екорегіону, порівняно з внутрішніми районами на тій же широті, сприяє тому, що в лісах росте більше широколистяних, ніж хвойних дерев. Основу лісів регіону складають червоні дуби (Quercus rubra), цукрові клени (Acer saccharum), жовті берези (Betula alleghaniensis) та великолисті буки (Fagus grandifolia), а також хвойні червоні ялини (Picea rubens) та бальзамисті ялиці (Abies balsamea). Хоча клімат архіпелагу Мадлен також характеризується теплим літом, поганий дренаж призводить до того, що в лісах на цих островах переважають хвойні дерева — чорні ялини (Picea mariana) та бальзамисті ялиці (Abies balsamea). На думку американської екологині Емми Люсі Браун, ялиново-ялицеві ліси екорегіону не можна вважати справжніми бореальними лісами, оскільки в них домінують червоні ялини (Picea rubens), які не є бореальними деревами.
На Приморській низовині у Нью-Брансвіку та на Аннаполіській і Мінаській низовинах у Новій Шотландії зустрічаються канадські тсуґи (Tsuga canadensis) та сосни Веймута (Pinus strobus). На Мінаській низовині поширені низинні та торфові болота, а на інших надмірно зволожених ділянках ростуть американські в'язи (Ulmus americana), чорні ясени (Fraxinus nigra) та червоні клени (Acer rubrum). Серед інших дерев, що зустрічаються в екорегіоні, слід відзначити американську модрину (Larix laricina), сосну Банкса (Pinus banksiana), червону сосну (Pinus resinosa) та західну тую (Thuja occidentalis). Пожежі відіграють відносно незначну роль у режимі порушень цього екорегіону через сильний морський вплив, на відміну від сильного вітру та солоних бризок. На порушених ділянках лісу зазвичай домінують паперові берези (Betula papyrifera), часто у поєднанні з американськими осиками (Populus tremuloides) 
Унікальні угруповання мішаних лісів зустрічаються серед піщаних дюн на острові Принца Едварда. Тут ростуть деякі ендемічні види, зокрема лаврентійські айстри (Symphyotrichum laurentianum) та солончакові айстри Батерста (Symphyotrichum subulatum var. obtusifolium).
Більшість лісів екорегіону було вирубано після прибуття європейців на початку XVII століття. Однак незважаючи на те, що сільськогосподарські угіддя досі займають частину території регіону, а у Нью-Брансвіку розвинена деревообробна промисловість, частина лісів з того часу відновилася. У вторинних лісах, що утворилися на покинутих полях, переважають сизі ялини (Picea glauca).

## Фауна
В межах екорегіону зустрічається 46 видів ссавців та понад 190 видів птахів. Серед поширених в регіоні ссавців слід відзначити східного лося (Alces alces americana), білохвостого оленя (Odocoileus virginianus), барибала (Ursus americanus), звичайну лисицю (Vulpes vulpes), руду рись (Lynx rufus), ільку (Pekania pennanti), американського зайця (Lepus americanus), червону вивірку (Tamiasciurus hudsonicus), канадського голкошерста (Erethizon dorsatum) та звичайного ракуна (Procyon lotor). На берегах річок та озер поширені канадські бобри (Castor canadensis), канадські видри (Lontra canadensis), річкові візони (Neogale vison) та болотяні ондатри (Ondatra zibethicus).
На острові Принца Едварда були винищені барибали (Ursus americanus), руді рисі (Lynx rufus), ільки (Pekania pennanti) та американські куниці (Martes americana), а на континенті — східні вовки (Canis lupus lycaon). Натомість за останнє століття територію екорегіону, включно з островами, колонізували койоти (Canis latrans).
Орнітофауна екорегіону є однією з найбагатших у Північній Америці за кількістю гніздових видів птахів. На пляжах затоки Святого Лаврентія гніздиться найбільша на континенті популяція вухатих бакланів (Phalacrocorax auritus), яка нараховує 12 тисяч пар, а також основна гніздова популяція рідкісних жовтоногих пісочників (Charadrius melodus) на північному сході Північної Америки. На острові Принца Едуарда мешкає велика популяція північних чапель (Ardea herodias). Серед інших птахів, що зустрічаються в екорегіоні, слід відзначити американського орябка (Bonasa umbellus), канадського пісочника (Charadrius semipalmatus), віргінського пугача (Bubo virginianus), рубіновогорлого колібрі (Archilochus colubris), лісового піві (Contopus virens), рудоволого пісняра-лісовика (Setophaga fusca) та блідого багоновця (Passerculus sandwichensis).

## Збереження
Оцінка 2017 року показала, що 1255 км², або 3 % екорегіону, є заповідними територіями. Природоохоронні території включають: Національний парк Кучібогвак, Національний парк острова Принца Едварда, Провінційний парк Доллар-Лейк, Екологічний заповідник острова Бріон та Провінційний парк Бруденелл-Рівер.